# Cheumatopsyche plutonis
Cheumatopsyche plutonis är en nattsländeart som först beskrevs av Banks 1913.  Cheumatopsyche plutonis ingår i släktet Cheumatopsyche och familjen ryssjenattsländor. Inga underarter finns listade i Catalogue of Life.